# Jan Magura
Jan Henryk Magura pseud. „Koliber”, „Pirat” (ur. 23 lutego 1922 w Potoku, zm. 1944) – harcerz i żołnierz AK.

## Dzieciństwo
Urodził się 23 lutego 1922 roku w Potoku (bliźniaczy brat Stanisława), jako syn inż. Jana Bronisława Magury i Stanisławy z Blachaczków Magura. Ojciec urodził się 23 października 1898 roku w Zbyszycach. Jako stypendysta Wydziału Krajowego we Lwowie studiował na Wydziale Maszynowym w Wyższej Szkole Przemysłowej w Wiedniu, którą ukończył w roku 1912. Był długoletnim, zasłużonym pracownikiem na stanowiskach kierowniczych: koncernu naftowego „Dąbrowa-Karpaty” w Potoku oraz koncernu naftowego „Małopolska” w Krośnie – a następnie od roku 1949 pracował jako starszy inspektor techniczny w Centralnym Zarządzie Przemysłu Naftowego w Krakowie oraz był kierownikiem Działu Produkcji PP Wytwórni Gryzerów w Krakowie. Matka urodziła się 6 lutego 1899 roku w Rzeszowie. Zmarła w 22 dni po urodzeniu synów bliźniaków dnia 17 marca 1922 roku.
W 1924 roku ojciec Jan Magura ożenił się z Emilią Marią z Bąkowskich Magura urodzoną 5 stycznia 1902 roku w Potoku, absolwentką Prywatnego Seminarium Nauczycielskiego im. Zofii Strzałkowskiej we Lwowie (rok ukończenia 1921). Małżeństwo Jana i Emilii Magurów miało jeszcze córkę Marię Czesławę urodzoną 15 listopada 1930 roku w Krośnie. Emilia Magura była niezmiernie kochającą matką dla Jasia i Stasia. Wczesne dzieciństwo spędził Jan z bratem w Potoku. Szkołę powszechną ukończył w Krośnie. Był uczniem Państwowego Gimnazjum i Liceum Ogólnokształcącego im. Mikołaja Kopernika w Krośnie. W czerwcu 1939 roku ukończył I klasę licealną. Interesował się architekturą i budową samolotów zamierzając w tym kierunku podjąć w przyszłości studia wyższe.

## Działalność w harcerstwie
Od najmłodszych lat pasjonował się wraz z bratem pracą w ZHP. Był drużynowym IV Drużyny Harcerzy im. Jana Sobieskiego w Krośnie. Był doskonałym organizatorem, i wychowawcą powierzonej mu młodzieży. W lipcu 1935 roku wraz z bratem uczestniczył w Zlocie Harcerzy w Spale. W 1937 roku pełnił funkcję zastępowego na obozie w Jaremczu. Ukończył kurs podharcmistrzowski w Foluszu w roku 1938. Jan Magura uzyskał Kategorię B pilota szybowcowego 28 sierpnia 1939 roku w Szkole Szybowcowej LOPP w Tęgoborzu. Był czynnym członkiem oddziału Polskiego Towarzystwa Turystycznego w Krośnie. Wszechstronnie wysportowany uprawiał gimnastykę, narciarstwo, łyżwiarstwo, grał w tenisa i siatkówkę.

## Pierwsze lata wojny – konspiracja
W pierwszych dniach II wojny światowej pełnił służbę wartowniczą i patrolową w oddziale Przysposobienia Wojskowego.
Tuż przed wkroczeniem Niemców do Krosna, wraz z ojcem i bratem Stanisławem, opuścił Krosno i licząc na szansę wstąpienia do polskiego wojska, wyruszył na wschód, docierając do Lwowa. Tam jednak, po wkroczeniu Sowietów, ojciec zdecydował o powrocie do domu. Obsadzoną już wtedy niemieckimi i sowieckimi posterunkami granicę na rzece San przekroczyli nielegalnie nocą w grupie innych uciekinierów, wśród których był urzędnik krośnieńskiej Rady Miejskiej Zenon Sobota z żoną i córkami. W grudniu 1939 roku czynnie uczestnicząc w zorganizowanej przez Polski Czerwony Krzyż akcji pomocy dla Polaków wysiedlonych z ziem zachodnich Polski.
W 1940 roku Jan podjął pracę fizyczną w szybie naftowym w Turaszówce. W tym czasie ojciec posądzony o sabotaż został wyrzucony z pracy, a cała rodzina wraz z wysiedleńcami pozbawiona mieszkania. Jan wraz z bratem znajduje lokum u adwokata Neronowicza w Krośnie. Ojciec jakiś czas ukrywał się u brata żony Mieczysława Bąkowskiego w Krośnie, zaś żona z 10-letnią córeczką Marią zamieszkała we wsi Sądkowa. W tym czasie Jan podjął pracę w biurze Karpathen Ol w Krośnie – Stanisław w Karpathen Ol w Gorlicach. Jan razem ze swym bratem Stanisławem brali czynny udział w organizowaniu pomocy w przekraczaniu granicy uchodźcom udającym się do wojska we Francji. Służbę w konspiracji rozpoczął Jan pod ps. „Koliber” (później „Pirat”) już jesienią w 1939 roku w Tajnej Organizacji Wojskowej, kierowanej na Podkarpaciu przez Zenona Sobotę ps. „Poraj” (później „Korczak” i „Świda”). Z czasem związał się jeszcze z Szarymi Szeregami. Miał liczne kontakty z podkarpacką siatką TOW – AK, m.in. z Franciszkiem Płonką ps. „Jeleń” (później „Boruta”), inż. Ludwikiem Madejewskim seniorem ps. „Łukasz” i jego żoną Florentyną ps. „Łukaszowa”, Leszkiem Plesnarem ps. „Motyl” (później „Fromer”"), Józefem Okwieką ps. „Trójka”, Zbigniewem Cerkowniakiem ps. „Boruta”, Stanisławem Kostką ps. „Dąbrowa”.

## Akcje dywersyjne
Jedną z akcji sabotażowo-dywersyjnych, w której obydwaj bracia brali udział, był napad z 26/27 stycznia 1943 roku por. Płonki ps. „Kubacki”, J. Szczepaniaka ps. „Kos”, Romana Myśliwca ps. „Roman”, Leopolda Czuchry ps. „Pokrzywka” i innych na kasę zarządu firmy Karpathen Ol Aktreingese Uschaff w Krośnie i zdobycie 789 562 zł dla potrzeb AK. W listopadzie 1943 roku Jan był uczestnikiem zakończonych niestety niepowodzeniem, szczególnie trudnych i niebezpiecznych prób porwania gestapowca Teodora Drzyzgi.

## Aresztowanie i śmierć
W dniu 3 stycznia 1944 roku funkcjonariusze gestapo aresztowali inż. Ludwika i Florentynę Madejewskich z synami Ludwikiem i Zdzisławem. Następnego dnia ujęli braci Jana i Stanisława Magurów oraz Kazimierza Pietruszkę ps. „Arab”. Aresztowanym zarzucano współpracę z Zenonem Sobotą i współudział w rozbiciu więzienia jasielskiego. Podczas okrutnego śledztwa, mimo bestialskich tortur, bracia Magurowie nie załamali się i nie wydali nic ze znanych im tajemnic organizacji.
Zenon Sobota, wówczas oficer dywersji Komendy Podokręgu AK Rzeszów, przystąpił natychmiast do przygotowań w celu odbicia aresztowanych. Planował ponowne uderzenie na więzienie w Jaśle oraz zasadzkę na trasie transportu więźniów z Jasła do Krakowa. Postawił w stan pogotowia zespół dywersyjny złożony z doświadczonych żołnierzy dywersji, z uczestnikami sierpniowej akcji na jasielskie więzienie włącznie. Rozpoznaniem opartym o lokalne siatki wywiadu i kontrwywiadu kierował osobiście komendant Obwodu AK Jasło kpt. Józef Modrzejewski ps. „Lis". W oparciu o zebrane informacje okazało się jednak, że akcja na więzienie nie ma szans powodzenia. Nie udało się też w porę uzyskać żadnej konkretnej wiadomości o terminie i trasie transportu więźniów do Krakowa. W rezultacie Niemcy wywieźli aresztowanych z Jasła.
13 stycznia 1944 roku zarejestrowano ich w krakowskim więzieniu przy ul. Montelupich. Matka Emilia Magura dnia 22 stycznia 1944 roku otrzymała od obu synów karty zapotrzebowania na paczki. Natomiast paczka z lekarstwami wysłana dla Jana wróciła z adnotacją: „17” i datą 4 lutego 1944 rok. Można z dużym prawdopodobieństwem sądzić, że zginął on w lesie koło Grębałowa, podczas zbiorowej egzekucji 100 więźniów, zamordowanych w odwet za zamach na pociąg specjalny Hansa Franka. Od brata Stanisława drugie zapotrzebowanie jeszcze nadeszło 22 lutego 1944 roku, potem po nim wszelki ślad zaginął. Miejsca pochówku bliźniaczych braci Jana i Stanisława Magurów są dotąd nieznane.

## Upamiętnienie
Po wojnie władze PRL odmówiły Emilii i Janowi Magurom zgody na umieszczenie imion ich synów na cokole Pomnika Bohaterów Ziemi Krośnieńskiej, podobnie też decydenci Przemysłu Naftowego nie zgodzili się na wmurowanie tabliczki na ich rodzinnym domu w Krośnie.

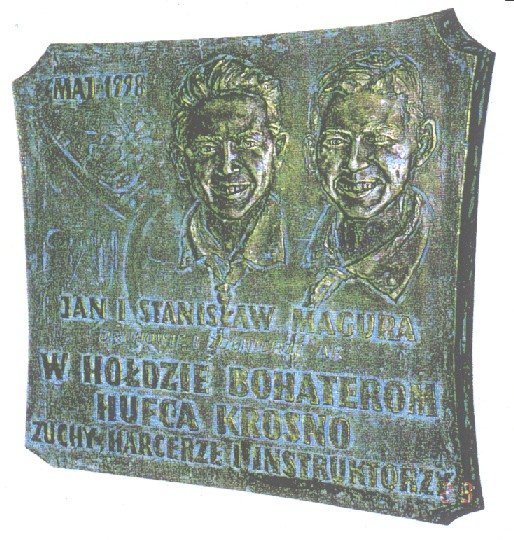
Tablica pamiątkowa Jana i Stanisława Magurów w Krośnie

Przy grobowcu rodzinnym Magura-Witkowskich na Cmentarzu Rakowickim w Krakowie znajduje się attyka poświęcona pamięci Jana i Stanisława Magurów z ich podobiznami w brązie wykonanymi przez prof. Jerzego Jarnuszkiewicza. Ich nazwiska znalazły się na pamiątkowych tablicach wmurowanych na budynku Gimnazjum i Liceum Ogólnokształcącym w Krośnie im. Mikołaja Kopernika, na Ścianie Pamięci w nawie Kościoła oo. Franciszkanów w Jaśle i na ścianie Szkoły Podstawowej nr 10 w Krośnie, gdzie podobizny w brązie wykonał artysta rzeźbiarz Prof. ASP dr hab. Mieszko Tylka. W roku 1983 Hufiec ZHP Krosno przyjął Jana i Stanisława Magurów za swoich patronów. Uchwałą Głównej Kwatery ZHP dnia 22 maja 1983 roku pośmiertnie uhonorowani zostali Krzyżami Zasługi dla ZHP z Rozetą i Mieczami. Rada Miejska w Krośnie na propozycję Komitetu Obywatelskiego „Solidarność", dnia 30 kwietnia 1992 roku podjęła uchwałę: jedną z przecznic ulicy Krakowskiej nazwano ulicą Jana i Stanisława Magurów.
W 2004 otrzymał pośmiertnie honorowe obywatelstwo Jasła.